# D-ale carnavalului (film)
D-ale carnavalului este un film românesc din 1959 regizat de Aurel Miheleș și Gheorghe Naghi. Rolurile principale au fost interpretate de actorii Grigore Vasiliu-Birlic, Alexandru Giugaru și Ion Lucian.

## Distribuție
Distribuția filmului este alcătuită din:
- Grigore Vasiliu-Birlic — negustorul Mache Razachescu poreclit Crăcănel
- Alexandru Giugaru — Iancu Pampon, fost militar, un avid jucător de cărți
- Ion Lucian — frizerul Nae Girimea, un Don Juan de mahala
- Ion Anghel — Iordache, calfă la frizeria lui Nae Girimea
- Jana Gorea — Mița Baston, amanta lui Crăcănel
- Vasilica Tastaman — Didina Mazu, amanta lui Iancu Pampon
- Aurel Cioranu — un catindat de la percepție
- Remus Ionașcu — ipistatul
- Ion Manu — conu Leonida, pensionar cu idei politice republicane
- Maria Voluntaru — Efimița, soția lui Leonida
- Aida Moga-Ionașcu — cântăreața de cabaret
- Horia Căciulescu — chelnerul
- Mircea Constantinescu — pianistul
- Elisabeta Preda
- Alexandru Lungu — mușteriul revoltat din cafenea
- Arcadie Donos
- Iozefini — iluzionistul
- Gheorghe Gîmă
- Mircea Medianu